# Meliphaga albilineata
Meliphaga albilineata е вид птица от семейство Meliphagidae.

## Разпространение
Видът е разпространен в Австралия.